# Округ Стоун (Мисисипи)
Округ Стоун (енгл. Stone County) је округ у америчкој савезној држави Мисисипи.

## Демографија
По попису из 2010. године број становника је 17.786, што је 4.164 (30,6%) становника више него 2000. године.
| Група             | 2000.          | 2010.          |
| Белци             | 10.724 (78,7%) | 13.820 (77,7%) |
| Афроамериканци    | 2.613 (19,2%)  | 3.404 (19,1%)  |
| Азијати           | 22 (0,2%)      | 58 (0,3%)      |
| Хиспаноамериканци | 170 (1,2%)     | 239 (1,3%)     |
| Укупно            | 13.622         | 17.786         |